# NGC 6961
NGC 6961 في الفهرس العام الجديد، هي مجرة، تقع في كوكبة الدلو. اكتشفت في 27 أغسطس 1857 بواسطة ويليام بارسونز.

## روابط خارجية
- NGC 6961 على موقع ويكي سكاي: DSS2, SDSS, GALEX, IRAS, Hydrogen α, X-Ray, Astrophoto, Sky Map, Articles and images